# 264 v.Chr.

De Eerste Punische Oorlog (264 - 241 v.Chr.)

Het jaar 264 v.Chr. is een jaartal volgens de christelijke jaartelling.

## Gebeurtenissen

### Italië
- Het Romeinse leger onder Marcus Fulvius Flaccus verwoest de Etruskische stad Velzna, de laatste autonome stadstaat van de Etrusken. Het nabijgelegen Etruskische heiligdom Fanum Voltumnae wordt geplunderd.
- Begin van de Eerste Punische Oorlog, Rome en Carthago raken in conflict om de Siciliaanse stad Messina, de Romeinse vloot wordt opgebouwd.
- De Senaat stuurt Appius Claudius Caudex met twee legioenen naar Sicilië om de Mamertijnen te steunen tegen Hiëro II van Syracuse.
- Messina wordt bevrijd door Appius Claudius, hij verslaat in een veldslag buiten de stad de Syracusers en Hiëro II vlucht naar Syracuse.
- In Rome vinden op het Forum Boarium (de Rundermarkt) de eerste gladiatorengevechten plaats.

### Klein-Azië
- Koning Nicomedes I van Bithynië, sticht Nicomedia (huidige Izmit), een van de belangrijkste handelssteden in het noordwesten van Anatolië.

### Oude Griekenland
- Courtisane Belestiche wint de Olympische Spelen met het wagenmennen.

## Geboren
- Areus II (~264 v.Chr. - ~256 v.Chr.), koning van Sparta